# Ústín
Ústín är en ort i Tjeckien.   Den ligger i regionen Olomouc, i den östra delen av landet, 200 km öster om huvudstaden Prag. Ústín ligger 237 meter över havet och antalet invånare är 353.
Terrängen runt Ústín är huvudsakligen platt, men åt sydväst är den kuperad.Runt Ústín är det tätbefolkat, med 947 invånare per kvadratkilometer. Närmaste större samhälle är Olomouc, 6,8 km öster om Ústín. Trakten runt Ústín består till största delen av jordbruksmark.